# Черкеска
Черке́ска — верхній чоловічий одяг.

## Історія

### Українська черкеска
Старовинний верхній чоловічий одяг з сукна з прорізами і відкидними рукавами, який носили козаки як відзнаку козацького стану. В українських козаків черкески були переважно синього або зеленого кольору з червоними відворотами та обшлагами. На Лівобережжі в старовину черкескою називали короткий жупан або кунтуш з сукна з прорізами і відкидними рукавами.

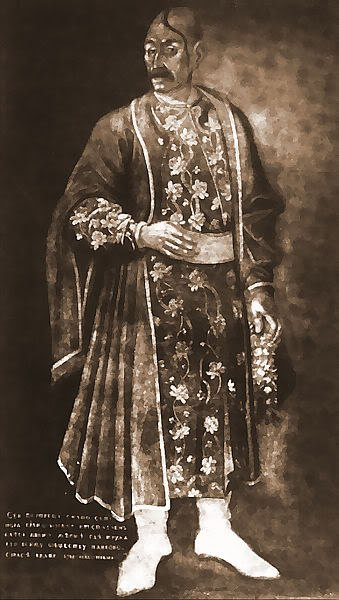
Компанієць[3] Іван Шиян в кафтані та черкесці
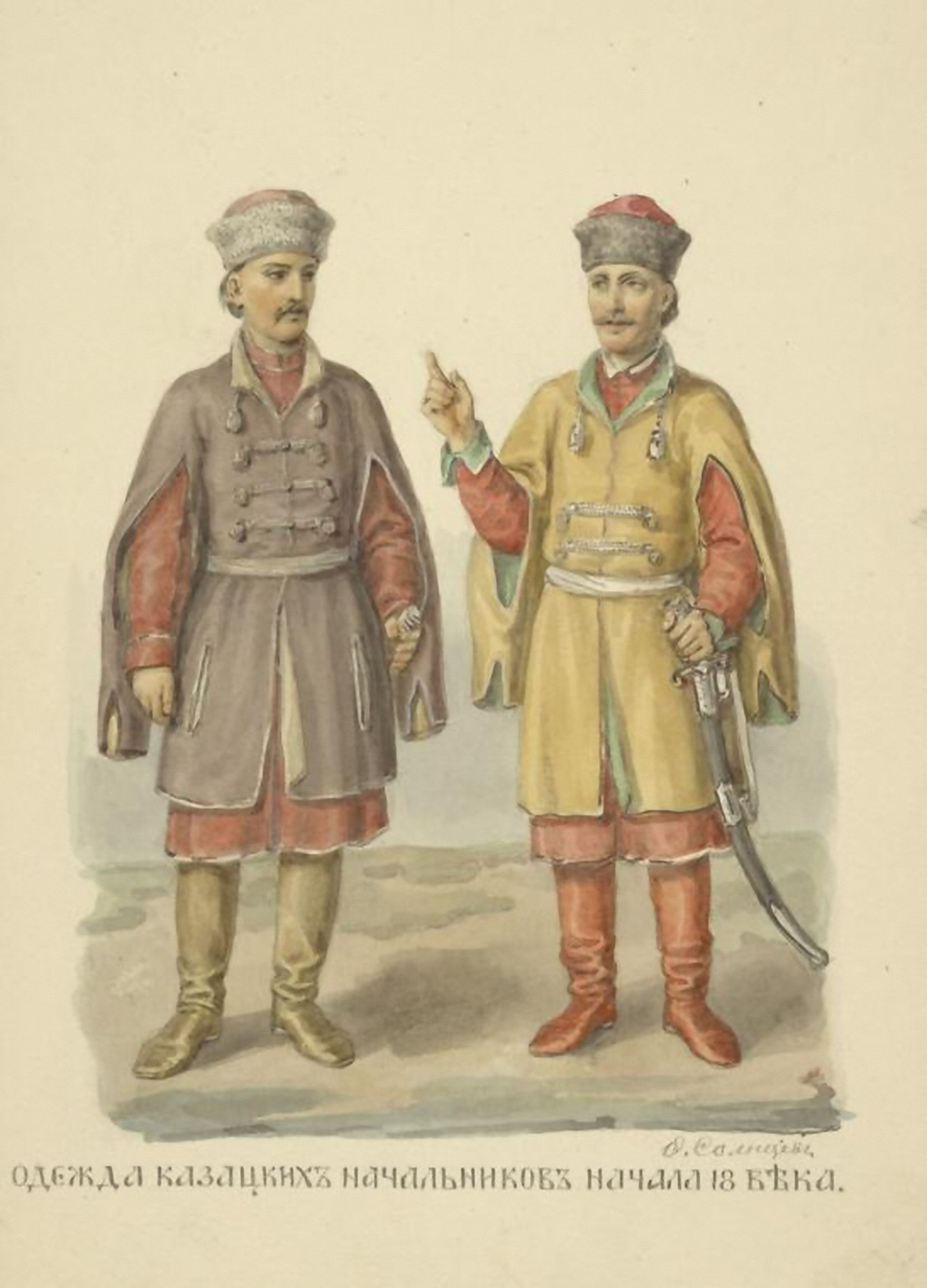
Одяг козацької старшини
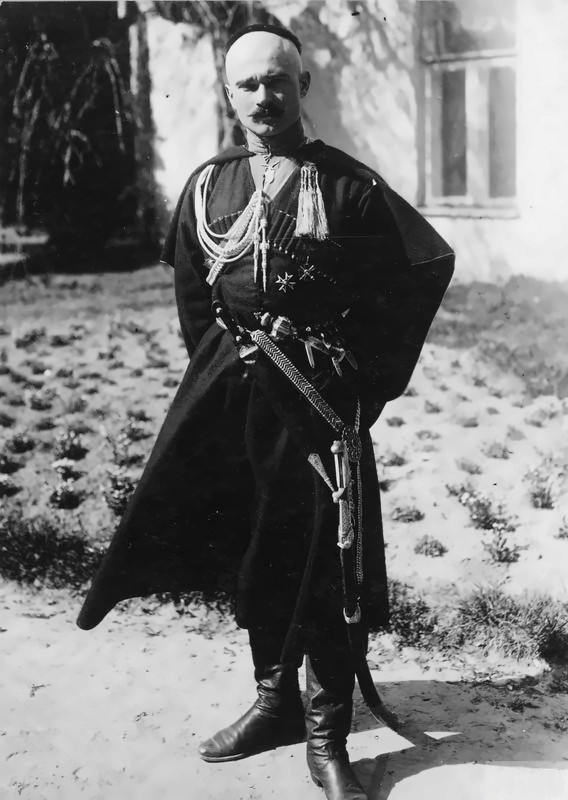
Генеральний писар Полтавець

### Кавказька черкеска
Черкеска — узвичаєна українська і російська назва «чохи» — традиційного верхнього одягу народів Кавказу. Від горців черкеска перейнята терськими козаками, у яких стала елементом традиційного костюму. Впізнаваним елементом черкески є газир (від араб. hāzr — «напоготові»), — спеціальні кишеньки на грудях для кістяних пеналів у яких зберігали порохові заряди.